# 辛·伊地那姆
辛·伊地那姆（约公元前1849年—约公元前1843年在位）（英語：Sin-iddinam）拉尔萨国王。他巩固了前任国王的扩张战果。